# Litteralvertrag
Der Litteralvertrag (lat. contractus litteris; aus littera ‚Buchstabe, Brief‘, daher auch: litteris contrahi) war im römischen Recht eine Vertragsart des ius civile. Die Begründung einer Verbindlichkeit entstand durch die rechtsgeschäftliche Einigung und einen Schriftakt (lat. transcriptio ‚Umbuchung‘), der die Zahlung ersetzte. Die aufgezeichnete Lastschrift (expensilatio) im Hausbuch des Gläubigers galt als Kreditvergabe.
Der Schriftvertrag wurde nur über einen kurzen Zeitraum praktiziert. Der Recherche dienen vornehmlich eine Rede sowie ein paar Briefe des Staatsmanns Cicero und die rechtliche Würdigung beim klassischen Juristen Gaius. Der Ursprung des Litteralvertrags geht auf die vorklassische Zeit der späten Republik zurück. Bereits im klassischen Recht des 3. Jahrhunderts kam er wieder außer Gebrauch und kann deshalb nur mühsam rekonstruiert werden. In den Digesten lässt er sich zwar an verschiedenen Stellen nachzeichnen, war unter Justinian in der Spätantike aber bereits getilgt.

## Rechtswesen
De facto beruhte der Litteralvertrag auf einem Eintrag ins Haus-/ Kassenbuch (codex accepti et expensi) in welchem Einnahmen und Ausgaben des pater familias eingetragen wurden. Verzeichnet wurden darin Forderungen und Schulden gleichermaßen. Ulrich Manthe hebt hervor, dass eine Geldforderung dergestalt begründet wurde, dass der Schuldner sie dem Gläubiger in einem Brief antrug (litterae) und die Eintragung im Haus-/ Kassenbuch Beweiszwecken diente (expensilatio). Demnach war der Litteralvertrag ein Briefvertrag und nicht allein ein über das Hausbuch dokumentierter, schriftförmlicher Vertrag. Éva Jakab betont, dass Nichtbürgern (peregrini), die als Schuldner keine rechtswirksamen Eintragungen im Kassenbuch vornehmen konnten, diese durch eigenhändige Schriftstücke (chirographa) und Schuldscheine (syngrapha) ersetzen konnten, denn sie erfolgten ebenfalls durch Schriftakt. Der Schriftakt war als Urkunde geschäftlicher Rechtsgrund (causa obligationis). Nach Gaius soll diese Handhabe der hellenistischen Rechtsauffassung gefolgt sein, dass die Urkunde konstitutive Wirkung habe und unwiderlegbare Beweiskraft verleihe.
Schuldbegründend war nicht die Buchung eines tatsächlich vorgenommenen Zahlungsvorgangs (nomina arcaria; nomen=Forderung) im Hausbuch, sondern die Lastschrift einer mit dem Einverständnis des Schuldners tatsächlich nicht vorgenommenen Auszahlung zu Zwecken einer Schuldumbuchung. Voraussetzung war eine bestehende Verbindlichkeit, die umgebucht werden sollte. Die Buchung im Hausbuch selbst diente dann allein Beweiszwecken. Mit der Umbuchung wurde das Ziel verfolgt, die alte Schuld dadurch zu tilgen, dass eine prozessual leichter zu verfolgende Darlehensschuld (mutuum) begründet wurde, was dem Gläubigerschutzinteresse diente, beziehungsweise dass ein Schuldnerwechsel vollzogen wurde. Nach sabinianischer Lehre war das Institut dem Schuldneraustausch vorbehalten.
Für die Frühzeit sei nach Max Kaser noch glaubhaft gemacht, dass eine Akzeptilation (acceptilatio litteris) nicht allein Beweiszwecken diente, ihr vielmehr auch schuldaufhebende Wirkung zukam, wenn sie verlangt wurde, so etwa beim Erlass oder der Schuldtilgung.
Nach heutigem Rechtsverständnis ähnelt die Rechtseinrichtung der Novation durch Erneuerung einer Obligation. Der einzuschlagende Klageweg war – wie aus Darlehen – die actio certae creditae pecuniae.

## Abgrenzung und Bedeutung
Im römischen Obligationenrecht waren über die Jahrhunderte und Epochen insgesamt vier verschiedene Vertragstypen relevant, die auf jeweils eigener Konzeption beruhten (re, verbis, litteris, consensu). Im Gegensatz zu den anderen Vertragssystemen hatte der Litteralvertrag keine konstitutive, verpflichtungsbegründende, Wirkung, sondern diente vornehmlich Beweiszwecken. Der älteste konstitutive Vertragstyp war der Verbalvertrag. Ihm waren strengrechtliche Wortformeln eigen und Produkt bereits des Zwölftafelgesetzes. Während der klassischen Zeit wurde er weitestgehend durch den Konsensualvertrag, der formfreie Willenserklärungen zuließ, verdrängt und soweit es um die Vermittlung von Besitzverhältnissen ging, kam der Realvertrag in Betracht, bei dem eine zusätzliche Sachhingabe notwendig war.
Die untergeordnete Bedeutung von Litteralverträgen mag daran ablesbar sein, dass sie als eigenständige Kategorie von Verträgen zwar im Anfängerlehrbuch der Institutiones Gai (des Juristen Gaius) erschienen, nicht dagegen beim Frühklassiker Labeo, obwohl vermutet wird, dass sie möglicherweise über ein halbes Jahrtausend bis ins 3. Jahrhundert angewandt wurden.